# Ləkətağ
Ləkətağ è un comune dell'Azerbaigian situato nel distretto di Culfa.